# フランクフルター・アルゲマイネ・ツァイトゥング
フランクフルター・アルゲマイネ・ツァイトゥング（独: Frankfurter Allgemeine Zeitung、F.A.Z.）は、1949年11月1日に設立されたドイツの新聞社。ドイツの日刊紙として、中道右派の論調が知られている。発行部数は約19万部(2022年)。
社名は「フランクフルト総合新聞」を意味し、本社もヘッセン州フランクフルト・アム・マインに設置されている。日曜版は「Frankfurter Allgemeine Sonntagszeitung（フランクフルト総合日曜版新聞）」。

## 概要
第二次世界大戦中の1943年に発刊禁止となったフランクフルター・ツァイトゥングの後継紙として第二次世界大戦後に復刊された。
戦前にスパイ事件で日本を震撼させたソ連のスパイであるリヒャルト・ゾルゲは、フランクフルター・ツァイトゥングに寄稿する記者として諜報活動をしていた。
Frankfurter Allgemeine Zeitungとは日本語に直訳するなら「フランクフルト一般新聞」となるが、日本では外電等として誌名が紹介される際には、"Allgemeine"は「一般」「総合」（英語の"general"に相当）という意味のドイツ語のため 「ドイツ一般新聞」「フランクフルト新聞」などと訳されることがある。一般的には「フランクフルター・アルゲマイネ・ツァイトゥング」もしくは単に「フランクフルター・アルゲマイネ」と言語をそのまま発音もしくはカタカナ表記して呼ばれることが多い。一般的に中道右派系の新聞社として認識されており、移民や宗教問題について保守的な姿勢を取っている。
2006年、イスラムを侮辱したとされる記事のためエジプトにて、当該記事の差し止めを受ける。 2008年11月にも再びムハンマドの漫画の掲載によって差し止めを受けている。。
2012年11月、スペイン経済危機の際にスペインからの移民に反対する姿勢を取ったため、スペイン国内にて強烈な批判を受けた。
2015年4月2日、東京特派員を務めていたカルステン・ゲルミスが「安倍政権が歴史の修正を試み、韓国との関係を悪化させているうちに、中韓が接近して日本は孤立する」という内容の記事を巡って日本の外務省から圧力を受けていたと日本外国特派員協会のコラムで告白し、論議を呼んだ。なお外務省は事実関係の誤りについて申し入れをしただけで圧力などではないとしている。
日本の政治に対しては、民主党政権（鳩山・菅・野田歴代三内閣）に好意的で、自民党政権（安倍内閣）には批判的である。フランクフルター・アルゲマイネ・ツァイトゥング紙の論調が安倍内閣に批判的である理由に関して、前述のカルステン・ゲルミスは「安倍首相の歴史修正主義に対しては常に批判的な立場を貫いてきた。ドイツでは、リベラルな民主主義者が他国への侵略の責任を否定するなどということは信じられない所業とみなされるものであり、ゆえに、もしドイツにおける日本への親近感が薄らぐようなことが起きるとすれば、それはメディア報道のせいではなくて、ドイツ人のもつ歴史修正主義への反感から来るものである。」としている。
2019年には日韓の対立において、両国が共に外交的対立に貢献したが、韓国の方により批判の余地があるとの立場を示し、文在寅大統領は国内の政治的状況のために日韓慰安婦合意を破棄したことが原因と批判した。また、韓国政府は1965年の合意で決まっていた仲裁裁判所で問題を解決しようとする日本の実用的な期待を韓国は拒否したこと、日本政府や日本国民の多数派は謝罪・補償後も絶えず新しい要求をする韓国を相手にすることに疲れていることを指摘した。問題の背景について、左派民族主義的な韓国政府と大統領は、短期的に日本との関係悪化による支持率上昇で国内の厳しい経済状況・政治的困難を打開するために役立つが、外交的にどうも出来なくなったと指摘したと報道した。韓国側の対日姿勢にアメリカは怒り、中国は西側同盟国の分裂に喜んでいると指摘し、文大統領が北朝鮮からの脅威に対応する共同戦線を弱体化して、最終的に北朝鮮の非核化を困難にすることが最大のリスク原因とする記事を掲載している。

## ギャラリー

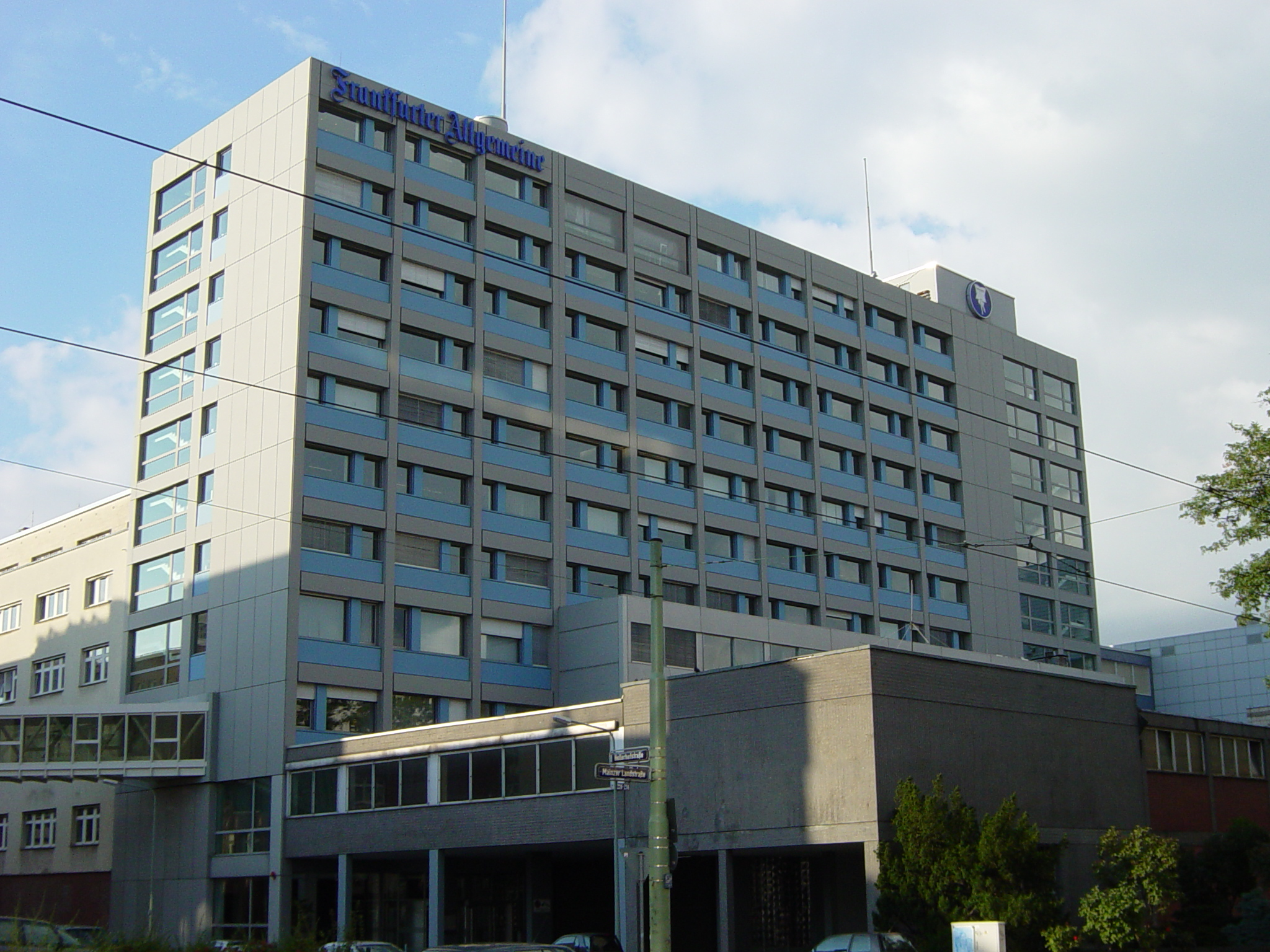
フランクフルトの出版部門ビル